# 上杉定昌
上杉 定昌（うえすぎ さだまさ）は、室町時代後期の武将。

## 略歴
宝徳2年（1453年）、越後国守護・上杉房定の長男として誕生。初めは定方と名乗った。
享徳3年（1454年）に享徳の乱が勃発してから父・房定は何度も関東へ出陣していた。文正元年（1466年）に1歳年下の弟・顕定は山内上杉家の家督を継ぎ、定方も文明3年（1471年）頃には関東の軍事を任されるようになった。文明6年（1474年）4月までに名乗りを定昌と改めるが、「昌」の字は上杉朝昌の偏諱であり、房定が同時期の扇谷上杉家の後継選びに介入しようとしていたと推測されている。その後も五十子に在陣していたが、文明8年（1476年）長尾景春の乱が勃発し、翌9年正月に景春の攻撃で陣が崩壊すると上野国白井へと引いた。以後は白井城に駐在するようになる。
文明18年（1486年）には房定の官途である民部大輔を譲り受け、翌年には家督を譲られた。
その後、山内上杉氏と扇谷上杉氏の争いである長享の乱が起こると定昌は勧農城を攻撃するなど顕定を支援していたが、長享2年（1488年）3月24日に白井で従者共々自害した。享年36。原因について上杉房能を擁立しようとする長尾能景らの陰謀であるとする説や、扇谷上杉氏による謀殺とする説、扇谷上杉定正方についていた白井城の旧城主である長尾景春ないしその与党によって襲撃されたとする説がある。
父・房定と同様に音に聞こえた風流人であり、文化人らとの交流も厚かった。訃報に触れた連歌師宗祇は定昌のことを「無双の仁慈博愛の武士」であったと三条西実隆に語っている。